# Aigua tònica
La tònica o aigua tònica és un refresc carbonatat lleugerament amargant fet a base d’extrets o essències de fruits cítrics, aigua amb gas o mineral, amb sucre o sense, amb petites quantitats de quinina (10 mg/100 ml). Al principi tenia una funció medicinal per a combatre el paludisme (durant l'etapa colonial europea en els països tropicals) i, per tant, contenia prou de quinina per a ser efectiva; actualment, però, la quantitat de quinina és per sota del llindar terapèutic. És molt usada sola o en combinacions amb begudes alcohòliques, especialment amb ginebra, barreja anomenada popularment gin tònic.
La beguda va obtenir el nom pels efectes medicinals del seu sabor amarg. La quinina s'afegia a la beguda com un profilàctic contra la malària, ja que inicialment estava destinada per al consum a les zones tropicals del sud de l'Àsia i Àfrica, on aquesta malaltia és endèmica. El còctel gintònic es va originar a l'Índia colonial britànica, per a la població britànica, i barrejava les propietats medicinals de la quinina tònica amb el gin perquè fos més acceptable.

## Història
La paraula quítxua quina significa escorça. Li deien quina-quina, escorça entre escorces, per les seves propietats curatives. Els inques utilitzaven aquest arbre en infusió com a analgèsic i antipirètic. Va ser més tard, quan els europeus portaren la malària a terres americanes que es va descobrir que també n’alleugeria els símptomes. Ja al segle xvii, els castellans utilitzaven quinina de l'escorça dels arbres de quina per tractar la malària després d'aprendre el remei dels pobles indígenes del Perú, Bolívia i Equador. La quinina va ser depurada en un col·legi jesuïta del Perú que la va exportar a Europa l’any 1631 sota el nom d’Escorça Jesuïta. La quinina, denominació evolució del quina-quina, és un alcaloide blanc i cristal·lí amb un gust molt amarg. Durant el segle XVII, la fórmula més habitual d’administrar-la era barrejar la pols amb un líquid, normalment vi, per beure’n la dosi.

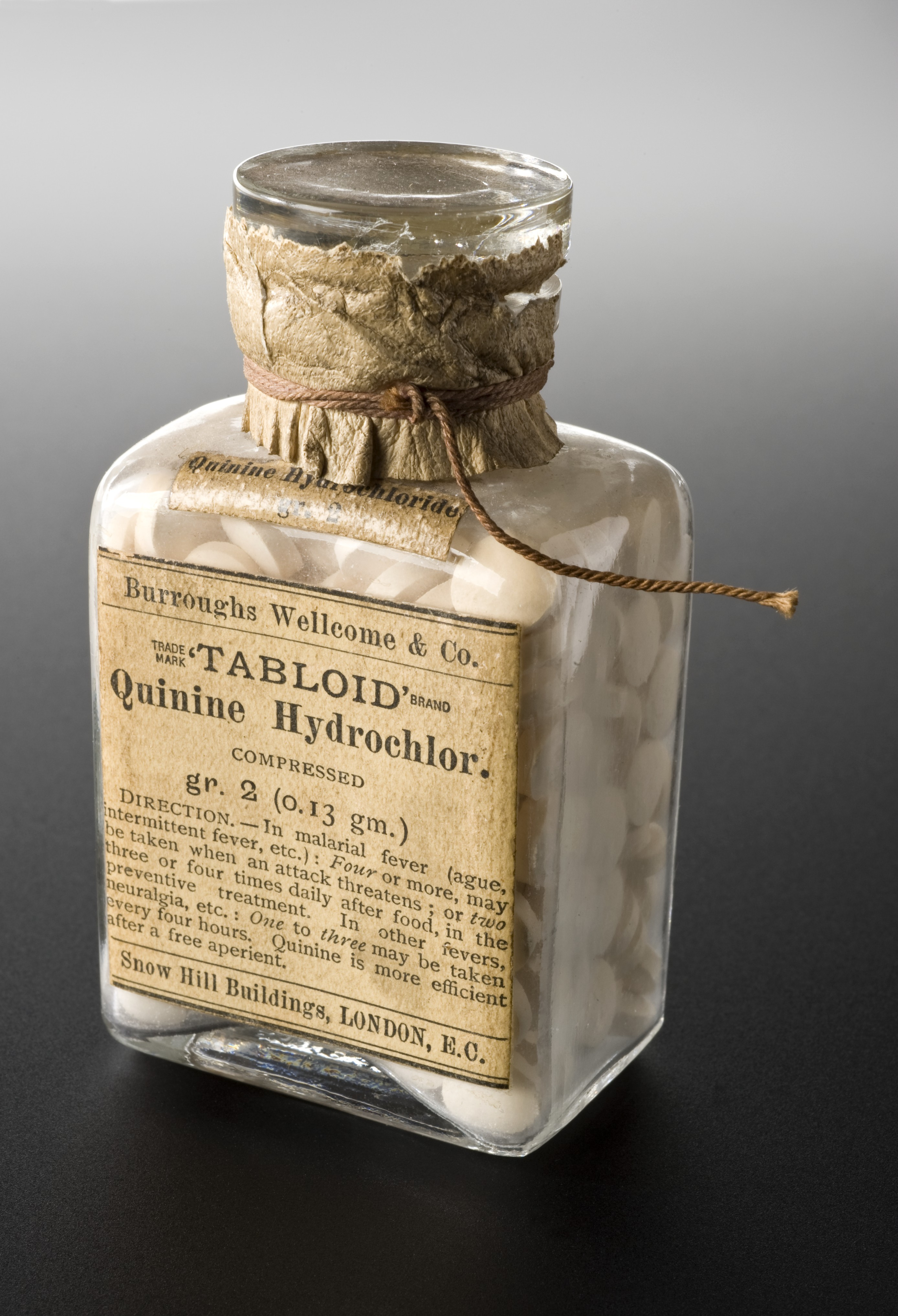
Ampolla de pastilles de clorhidrat de quinina, Londres, Anglaterra

La manera de fer soda, és a dir, aigua amb gas al laboratori, ja es coneixia gràcies al teòleg i científic anglès del segle XVIII Joseph Priestley. El nom de la tònica més coneguda es deu al rellotger Johann Jacob Schweppe, que el 1783, a la ciutat suïssa de Ginebra, seguint el mètode de Priestley, trobà el mètode per introduir bombolles de diòxid de carboni en aigua i embotellar-les. Crea la primera tònica de la història que tindrà un cert èxit comercial a Suïssa com a remei contra les males digestions, per bé que com a marca amb el seu nom, amb una s afegida al final, va néixer força més tard, el 1870. Tornant al segle XVIII, Schweppe marxà a Londres el 1790, amb la intenció d'industrialitzar la fabricació de la beguda, però els londinencs no aculliren prou bé la proposta fins que Erasmus Darwin, l'avi de Charles Darwin, començà a receptar la tònica als seus pacients com a beguda diària per prevenir els mals de ventre i malalties com el paludisme. Segons els diaris del metge, ell mateix se'n prenia una diàriament amb la seva dona, culminant sempre el refresc amb un tall de llimona. A mitjans del segle XIX Schweppe ja és una marca reconeguda i consumida per milers d'europeus pels seus valors medicinals.
Però el seu esclat definitiu com a marca global arriba el 1870, gràcies als militars britànics destinats a l'Índia i altres llocs tropicals de l'Imperi Britànic, ja que es recomanava quinina medicinal als oficials i soldats britànics per prevenir la malària, però com que la trobaven amarga, l'amorosien amb llimona, sucre, soda i, també, ginebra.
La primera aigua tònica comercial es va produir l'any 1858 quan va ser patentada pel propietari de Pitt & Co., Erasmus Bond. El còctel anomenat gintònic també es va originar a l'Índia colonial britànica, quan els britànics van barrejar la seva tònica de quinina medicinal amb ginebra i altres ingredients per fer que la medicina amarga fos més agradable. Als soldats de l'Índia ja se'ls donava una ració de ginebra, de manera que la barreja dolça era fàcil de fer. L'any 1868 per primera vegada va descriure el Gin & Tonic. Va ser a la revista "Oriental Sporting Magazine" i es va definir com un còctel refrescant per als espectadors de les curses de cavalls, no com una medicina.

## Contingut de quinina
L'aigua tònica medicinal originalment contenia només aigua carbonatada i una gran quantitat de quinina; la majoria de les aigües tòniques modernes contenen comparativament menys quinina, i sovint es milloren amb sabors cítrics. Com a resultat del menor contingut de quinina, l'aigua tònica és menys amarga i també se sol endolcir, sovint amb l'addició de xarop de blat de moro o sucre d'alta fructosa. Alguns fabricants també produeixen aigua tònica dietètica (o "slimline"), que pot contenir edulcorants artificials com l'aspartam. L'aigua tònica d'estil tradicional amb gairebé exclusivament quinina i aigua carbonatada és menys habitual, però pot ser la preferida pels qui desitgen el sabor amarg.
Als Estats Units, la Food and Drug Administration (FDA) dels EUA limita el contingut de quinina a l'aigua tònica a 93 mg per litre, mentre que la dosi terapèutica diària de quinina està entre 500 i 1.000 mg, i 10 mg/kg cada vuit hores per a una prevenció efectiva de la malària (2100 mg al dia per 70 kg. Sovint es recomana com a alleujament dels rampes a les cames, però la investigació mèdica suggereix que cal tenir cura en el control de les dosis. A causa dels riscos de la quinina, la FDA adverteix als consumidors que no utilitzin medicaments amb quinina que no estiguin correctament etiquetats per tractar les rampes a les cames.

## Usos

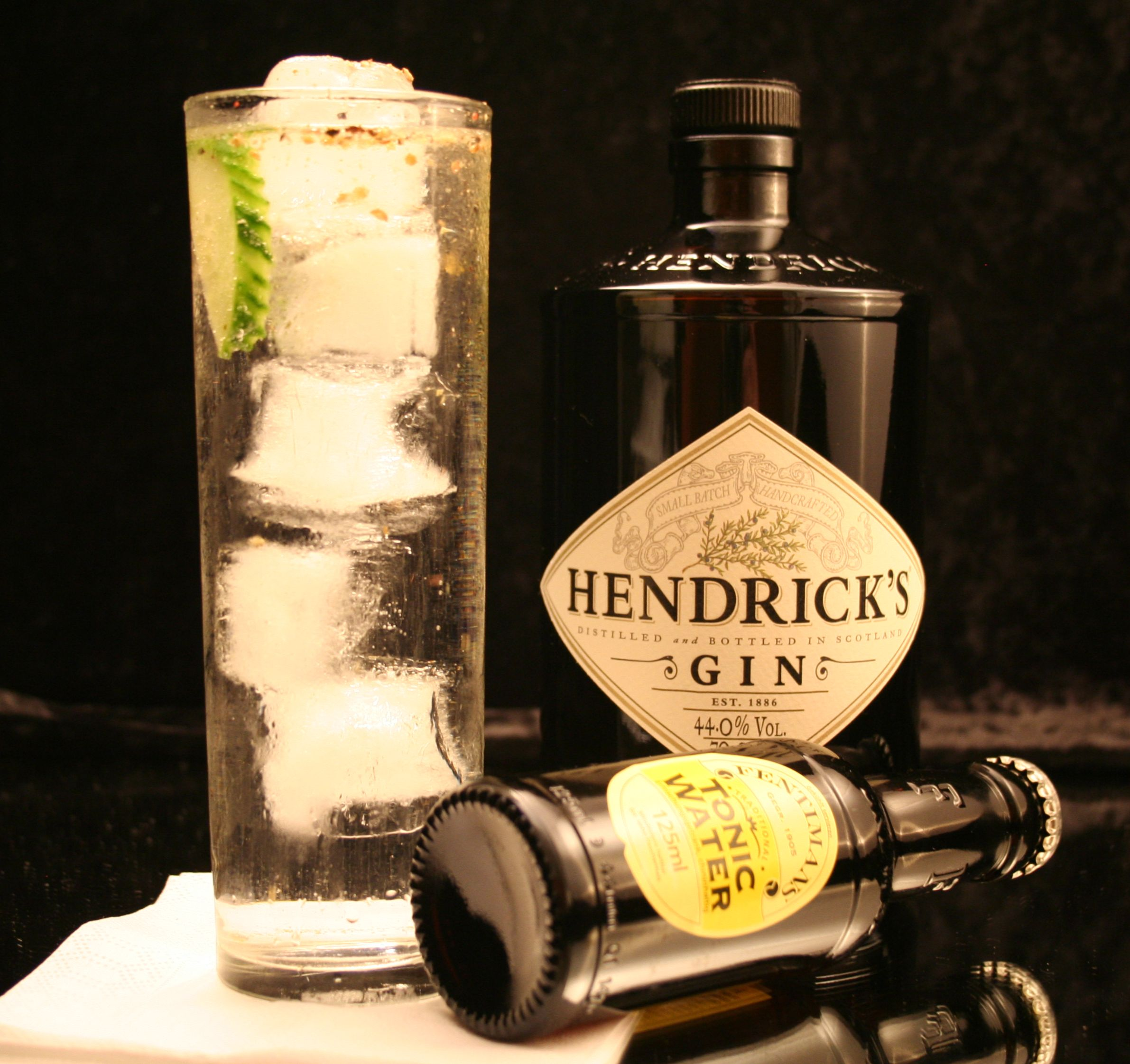
Gin Tonic amb Hendrick's Gin i Fentimans Tonic Water

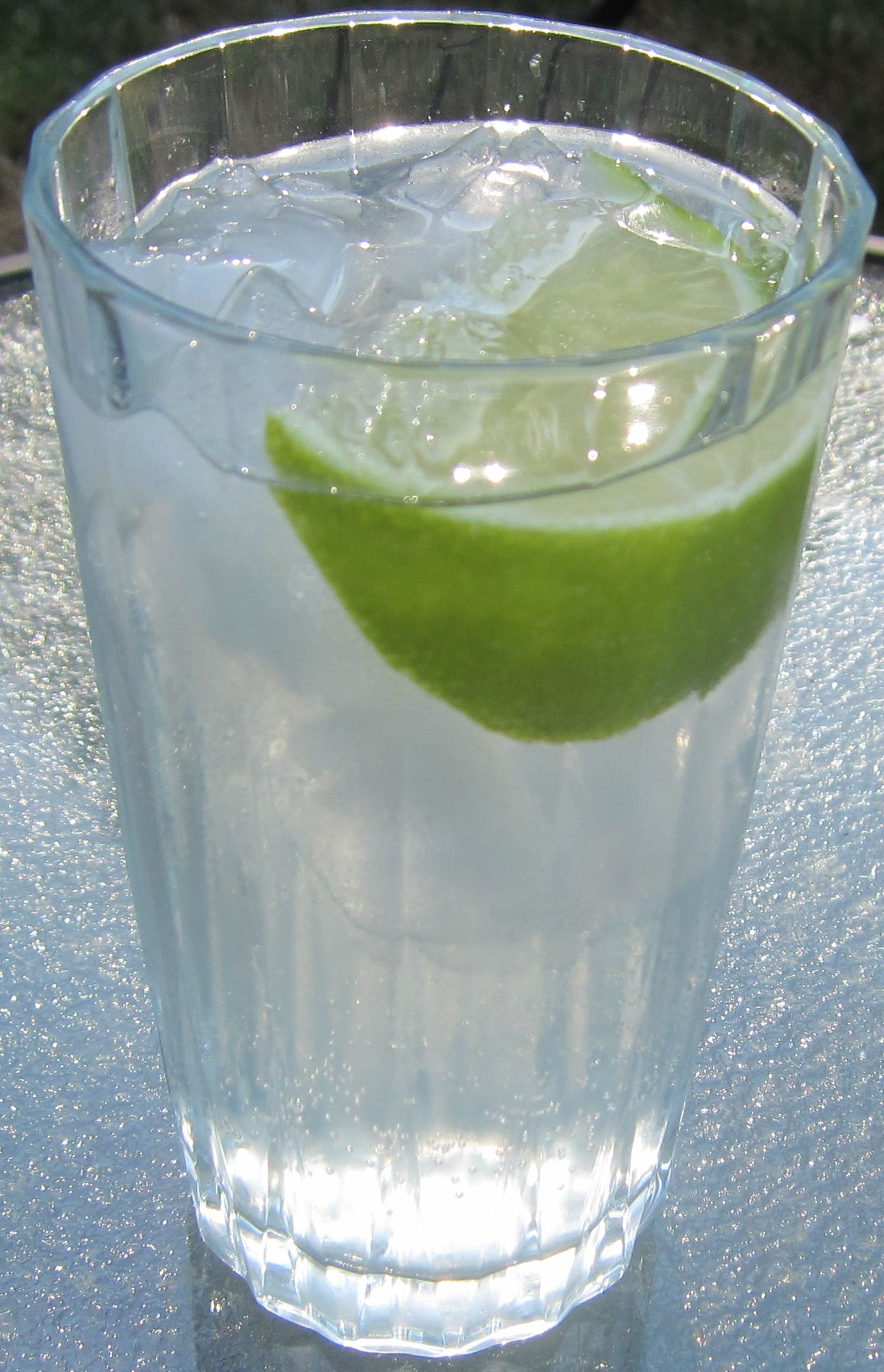
Tequila amb tònica

L'aigua tònica s'utilitza sovint com a mixer de begudes per a còctels, especialment el gintònic. La combinació de la ginebra i l’aigua tònica nasqué a l'Índia Britànica i entrà a la metròpoli amb els soldats que en tornaven, convertint-la finalment en la beguda nacional britànica. La ginebra és un alcohol producte de la destil·lació de cereals, generalment blat de moro, amb baies de ginebró. El primer en aconseguir el destil·lat va ser un monjo holandès del segle XVIII, Franz de le Boe, que buscava un medicament que calmés el mal de panxa i de ronyó. La ginebra era al principi un producte de prescripció mèdica, però aviat es comercialitza a gran escala amb la finalitat de competir amb el conyac, que era un producte francès.
El vodka tonic és una altra possibilitat. L'aigua tònica amb llimona o suc de llimona dolça afegit es coneix com a llimona amarga o llima amarga, respectivament. És popular pel seu sabor amarg però dolç. Un altre ús de l'aigua tònica és al cafè. L' espresso & tonic es va crear a Helsingborg, Suècia, a Koppi Roasters després d'una festa del personal on van barrejar aigua tònica, xarop i un espresso. Des del 2007, la beguda ha crescut en popularitat a Escandinàvia, Europa i els Estats Units.
A Mallorca, el Palo és un licor elaborat a partir de la infusió i/o maceració de quina i genciana en una solució hidroalcohòlica; amb l’addició de sucre, sucre caramel·litzat i alcohol etílic d’origen agrícola. Té una graduació alcohòlica entre 25 i 36 graus. En els inicis el palo es prenia com una beguda medicinal, però els extractes de quina i genciana li conferien un sabor molt amarg. A finals del segle XIX la beguda va evolucionar amb la incorporació d’ingredients per edulcorar-la; però era un producte molt susceptible de sofrir fermentacions espontànies, fer que va conduir a la incorporació d’alcohol. A l'illa de Mallorca, a finals del segle XIX, obriren destil·leries dedicades a elaborar-lo. Durant el segle XIX i principis del XX, el “Palo de Mallorca” s’ha consumit com un aperitiu, en moltes ocasions combinat amb sifó, aigua amb gas, soda, gasosa o begudes refrescants amb gas.

## Efectes negatius
Se sap que l'aigua tònica provoca exantema, que és un tipus de reacció de la pell a les drogues, a causa del contingut de quinina. Diverses revistes científiques han informat que la ingesta repetida d'aigua tònica pot causar aquests efectes amb una gravetat variable, i també s'ha reportat com a causa de l'aparició de la síndrome de Stevens-Johnson. Els casos d'exantema es van observar després que els pacients beguessin aigua tònica, sola o barrejada amb ginebra. Alguns símptomes d'aquesta reacció de la pell inclouen màcules pigmentades, febre alta, plaques eritematoses i bulloses. La reacció és més probable en persones que tenen un ritme cardíac anormal o sucre en sang baix, estan embarassades o tenen malalties renals o hepàtiques.

## Fluorescència
La quinina de l'aigua tònica genera fluorescència sota la llum ultraviolada. De fet, la quinina és fluorescent a la llum solar directa sobre un fons fosc. Les molècules de quinina alliberen energia com a llum en lloc de calor, que és més habitual. L'estat no és estable i les molècules finalment tornen a l'estat fonamental i deixen de brillar.